# والتر براون
والتر براون Walter Browne (ولد في 10 يناير 1949 – 24 يونيو 2015) لاعب شطرنج أمريكي من أصل أسترالي، حمل لقب أستاذ كبير.
- فاز ببطولة أمريكا للشطرنج ست مرات.
- أبوه أمريكي وأمه أسترالية، ولد في سيدني. ورحل إلى نيويورك في سن الثالثة. ورحل إلى كاليفورنيا عام 1973.
- فاز ببطولة الولايات المتحدة للشباب عام 1966.
- مثل أستراليا لفترة قصيرة.
- فاز ببطولة أستراليا عام 1969.
- فاز بالمركز الأول متعادلاً مع رنناتو نارانجا في دورة آسيا المناطقية في عام 1969 في سنغافورة.
- تأهل ثلاث مرات لدورات بين مناطقية، لكنه لم يتأهل لدورة الترشيح.

## روابط خارجية
- والتر براون على موقع مباريات الشطرنج (الإنجليزية)
- والتر براون على موقع 365Chess.com (الإنجليزية)
- والتر براون على موقع Chesstempo.com (الإنجليزية)
- والتر براون على موقع الاتحاد الأمريكي للشطرنج (الإنجليزية)
- والتر براون سجل أولمبياد الشطرنج على موقع OlimpBase.org (الإنجليزية)